# Heather Morris
Heather Elizabeth Morris (Thousand Oaks, 1º febbraio 1987) è un'attrice e ballerina statunitense, principalmente nota per il ruolo di Brittany Pierce nella serie televisiva Glee.

## Biografia
Heather Elizabeth Morris è nata a Thousand Oaks, in California, e cresciuta a Scottsdale, in Arizona. Dopo aver conseguito il diploma presso la Desert Mountain High School, Heather comincia a frequentare l'Università statale dell'Arizona; dopo due semestri, abbandona il college per trasferirsi a Los Angeles per intraprendere la carriera di ballerina e attrice. Il padre della Morris è morto di cancro quando lei aveva 14 anni.
La grande occasione arriva nel 2007 quando la Morris viene scelta come ballerina da Beyoncé Knowles per tutto il suo tour mondiale The Beyoncé Experience. Di seguito, Heather esegue in varie occasioni la sua reinterpretazione di Single Ladies (Put a Ring on It), tra cui gli American Music Award del 2008, e compare anche come ospite ai talk show Saturday Night Live e The Ellen DeGeneres Show.
Ottiene la popolarità a livello internazionale grazie alla sua partecipazione alla serie televisiva Glee, prodotta da Ryan Murphy, per cui ha interpretato il ruolo della cheerleader Brittany Pierce. Ha sostenuto una serie di concerti dal vivo negli Stati Uniti, Canada, Regno Unito e Irlanda con gli altri membri del cast di Glee.
Ancor prima, aveva avuto un ruolo in Eli Stone. Ha recitato inoltre nel cortometraggio The Elevator, diretto da lei, e nel cortometraggio A Sense of Humor, mentre nel 2014 ha interpretato Ariel Cookson nel film per la televisione americana Romantically Speaking.

## Vita privata
Il 16 maggio 2015 sposa il giocatore di baseball Taylor Hubbell da cui ha due figli: Elijah, nato il 28 settembre 2013, e Owen Bartlett, nato l'11 febbraio 2016.

## Filmografia

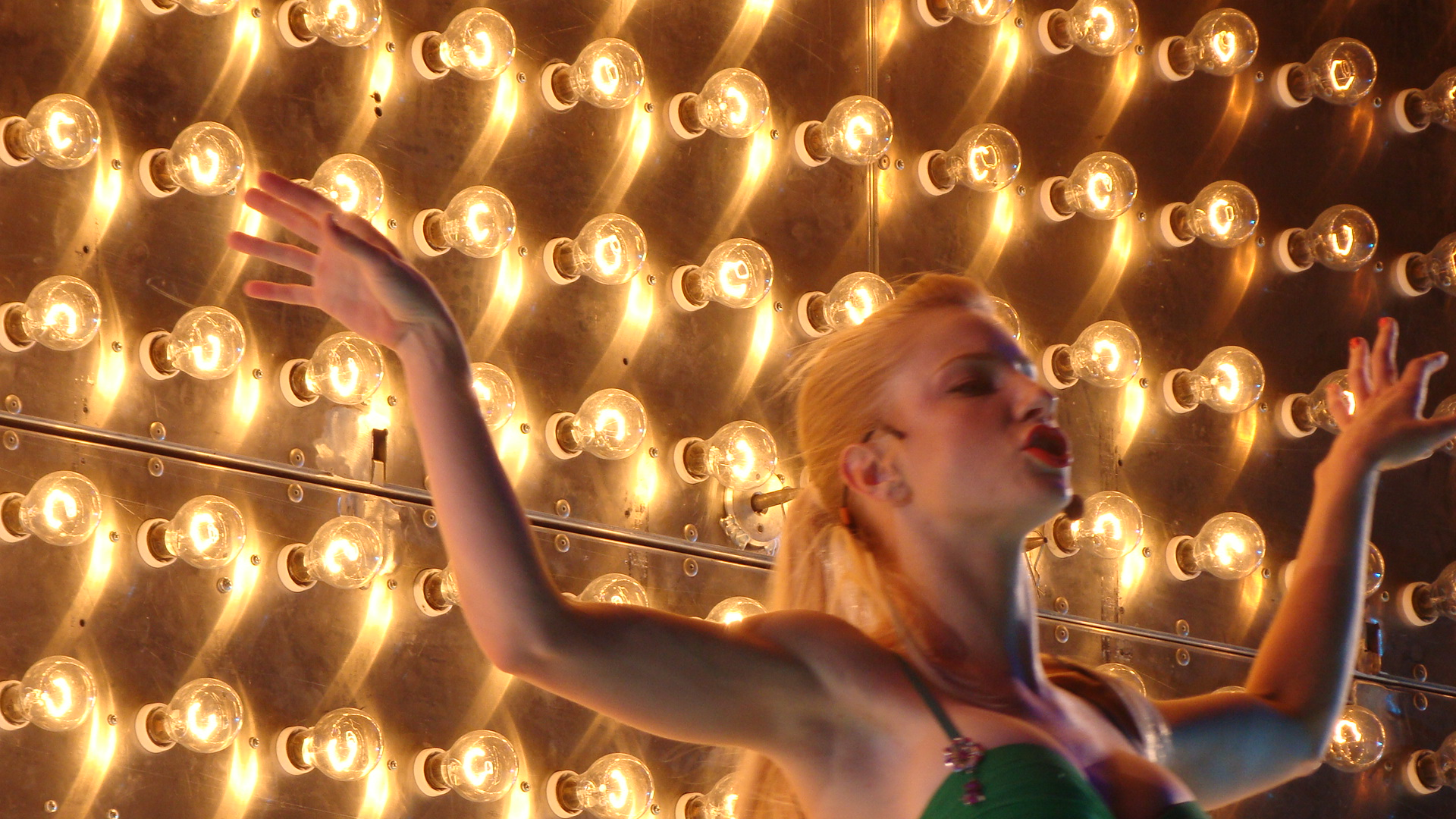
Heather Morris si esibisce in I'm a Slave 4 U a Manchester

### Attrice

#### Cinema
- Racconti incantati (Bedtime Stories), regia di Adam Shankman (2008)
- Fired Up! - Ragazzi pon pon (Fired Up!), regia di Will Gluck (2009)
- Glee: The 3D Concert Movie, regia di Kevin Tancharoen (2011)
- Spring Breakers - Una vacanza da sballo (Spring Breakers), regia di Harmony Korine (2012)

#### Televisione
- Swingtown – serie TV, episodio 1x11 (2008)
- Eli Stone – serie TV, episodi 2x01-2x05 (2008)
- Glee – serie TV, 92 episodi (2009-2015)
- How I Met Your Mother – serie TV, episodio 5x12 (2010)
- Punk'd – reality show (2012)
- Romantiche frequenze (Romantically Speaking), regia di Ron Oliver – film TV (2015)
- GLOW – serie TV, episodio 1x01 (2017)
- Stalker di nozze (Psycho Wedding Crasher), regia di David Langlois – film TV (2017)
- A casa di Raven (Raven's Home) – serie TV, episodio 2x15 (2018)
- Un'ossessione fatale (Fatal Fandom), regia di Jake Helgren – film TV (2022)
- Che Todd ci aiuti (So Help Me Todd) – serie TV, 5 episodi (2024)

### Doppiatrice
- L'era glaciale 4 - Continenti alla deriva (Ice Age: Continental Drift), regia di Steve Martino e Michael Thurmeier (2012)

### Documentari
- The Beyoncé Experience Live (2007)

## Riconoscimenti
- Gay People's Choice Award
  - 2010 – Miglior gruppo musicale come membro delle Nuove Direzioni da Glee
- Grammy Award
  - 2011 – Candidatura come miglior raccolta di colonne sonore per Glee: The Music, Volume 4
  - 2011 – Candidatura come miglior interpretazione vocale pop di gruppo per Don't Stop Believin'
- Lesbian/Bi People's Choice Award
  - 2010 – Candidatura come miglior gruppo musicale come membro delle Nuove Direzioni da Glee
- Screen Actors Guild Award
  - 2010 – Miglior cast corale in una serie commedia per Glee
  - 2011 – Candidatura come miglior cast corale in una serie commedia per Glee
  - 2012 – Candidatura come miglior cast corale in una serie commedia per Glee
  - 2013 – Candidatura come miglior cast corale in una serie commedia per Glee
- Teen Choice Awards
  - 2010 – Candidatura come gruppo musicale preferito come membro delle Nuove Direzioni da Glee
  - 2011 – Candidatura come gruppo musicale preferito come membro delle Nuove Direzioni da Glee
  - 2013 – Candidatura come ruba scena femminile per Glee
- TV Land Award
  - 2010 – Premio "Future Classic" per Glee

## Doppiatrici italiane
- Sabine Cerullo in Glee, Glee: The 3D Concert Movie
- Carmen Iovine in L'era glaciale 4 - Continenti alla deriva